# سلطة خضراء
السلطة الخضراء هي سلطة مكونة غالبا من أشياء خضراء، وغالباً ما يكون المكون الأساسي هو الخس، وهذه الكلمة لا تختص بالسلطات التي لونها أخضر فقط، بل هناك سلطات تستخدم فيها مقادير غير خضراء اللون؛ لكن هذا أصبح الاسم الشائع عند أكثر العرب حاليا. وغالباً ما تكون هذه السلطة غنية بالمواد المفيدة التي يجب استهلاكها يومياً لان الجسم يحتاج إلى الألياف والفيتامينات التي توجد في الأعشاب والنباتات الخضراء خصوصاً.